# Metagonia auberti
Metagonia auberti is een spinnensoort uit de familie trilspinnen (Pholcidae). De soort komt voor in Frans-Guyana.